# Villar Perosa
Ne pas confondre avec le FIAT Mod.1915 Villar Perosa, un pistolet mitrailleur italien
Villar Perosa (en français Grand-Villars) est une commune italienne de la ville métropolitaine de Turin dans la région Piémont en Italie.

## Famille Agnelli et la Juventus
La famille Agnelli est une famille originaire de la ville et propriétaire (entre autres) de la Juventus depuis 1923.
Depuis 1955, un traditionnel match amical opposant l'équipe A de la Juventus à l'équipe B a lieu dans la ville. L'opposition est célèbre pour la coutume du match : un envahissement de terrain donne fin à la rencontre après le début de la seconde mi-temps.

## Administration
| Période                                  | Période  | Identité           | Étiquette | Qualité       |
| ---------------------------------------- | -------- | ------------------ | --------- | ------------- |
| 14 juin 2004                             | En cours | Claudio Costantino |           | centre-gauche |
| Les données manquantes sont à compléter. |          |                    |           |               |

### Communes limitrophes
Pinasca, San Pietro Val Lemina, Inverso Pinasca, San Germano Chisone, Porte (Italie)